# Музей-садиба родини Федунів
Меморіа́льний музе́й-сади́ба ро́дини Фе́дунів — освітньо-культурний заклад в с. Клекотів Бродівського району Львівської області у частині села званій Гордика, який є філією Бродівського історико-краєзнавчого музею. 

## Історія та сьогодення музею

Меморіальна таблиця Михайлові Федуну на фасаді будівлі музею-садиби

Музей було відкрито у липні 2011 року під час з'їзду великої родини Федунів, яка нині розкидана по світі. Члени родини мешкають у різних куточках України, Америки (США і Канаді), Росії. Засновниками музею є сини Михайла Федуна — Ігор та Василь Федуни.

### Музейна експозиція
Приватний музей, що знаходиться в с. Клекотів, експозиція якого розкриває історію однієї галицької родини — Федунів — серед яких є чимало відомих людей, котрі досягли певних успіхів у різних галузях людської діяльності. Музей присвячений пам'яті Михайла Федуна (1902–1941) — активного громадського діяча села, господаря, який разом з молодшим братом Григорієм був закатований під час першої більшовицької окупації 1939–1941 років.

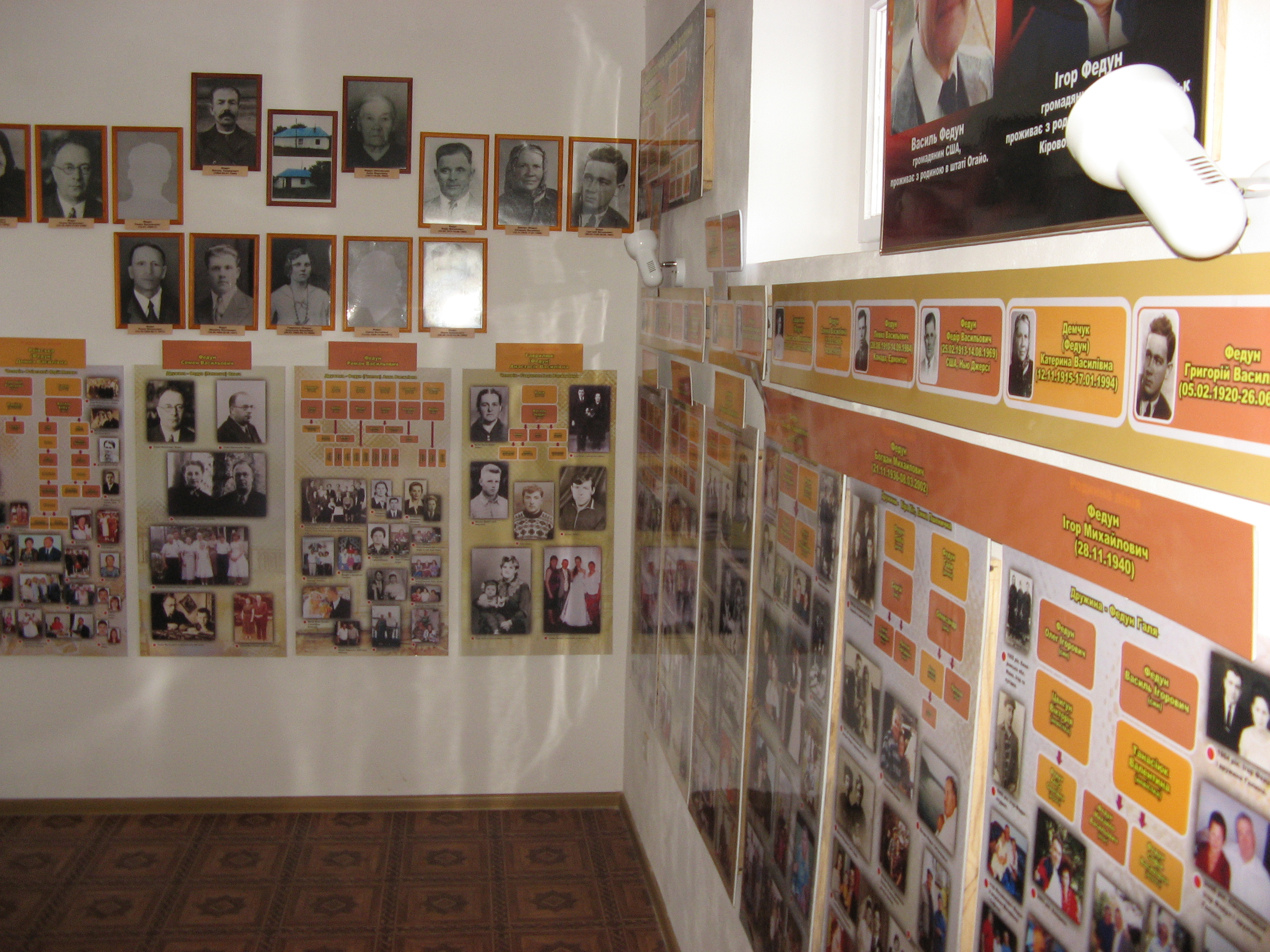
Фрагмент експозиції «Родинне дерево Федунів»

Розташована у кімнатах будинку Михайла Федуна, збудованому у 1938 року (частину будинку займає сільський медпункт).
- У сінях хати розташована експозиція, яка відображає подію відкриття музею та з'їзду представників родини Федунів — 30 липня 2011 року.
- Кімната Василя Федуна (1864−1940) — родоначальника родини, активного громадського діяча Брідщини, великого сподвижника просвітницького та кооперативного руху. Наприкінці ХІХ — початку ХХ століття він, будучи війтом села, став організатором ряду товариств у селі Клекотів («Просвіта», «Кооператива», «Сільський господар»), заохочуючи власним прикладом і коштом односельчан до активної громадської праці. Схвальну оцінку його діяльності у своїх листах дав Василь Щурат, який у 1901–1907 роках мешка та працював у Бродах, очолюючи бродівську філію товариства «Просвіта». У цій кімнаті також розташовані стенди, які розповідають про життя сім'ї розстріляного більшовиками Михайла Федуна — матері, дружини і двох синів Ігоря та Богдана у Сибіру (Кемеровська область) у 1947–1971 роках.
- Кухня. Тут відтворено інтер'єр селянської кухні з предметами побуту першої половини ХХ століття. На старому столі, вкритому вишитим обрусом, знаходяться газети з публікаціями про родину Федунів, монографія Василя Стрільчука «Клекотів — село на кордоні» та книга відгуків.
- Наступна кімната містить життєпис Михайла Федуна, розповідає про роль родини в житті села Клекотів. Велику частину приміщення займає експозиція «Родинне дерево Федунів».
- Кімната Михайла і Теодозії Федунів, з відтвореним давнім інтер'єром. Тут також розміщено стенди «Мандрівка за океан», що розкривають тернистий шлях дітей та внуків Василя і Анни Федунів (родоначальників) після другої світової війни.

Науково-методичну допомогу в діяльності музею надає Бродівський історико-краєзнавчий музей. Дизайн стендів виконав Володимир Нечипоренко.
Музей не має сталого графіку роботи. Але відвідати його можна попередньо сконтактувавшись з Бродівським історико-краєзнавчим музеєм.